# 草加次郎事件
草加次郎事件（くさかじろうじけん / そうかじろうじけん）は、1962年（昭和37年）11月から1963年（昭和38年）9月にかけて起きた爆破、脅迫などの一連の事件である。
1978年（昭和53年）9月5日に犯人特定・犯人逮捕には至らないまま公訴時効が成立し、未解決事件となった。

## 概要
1962年から1963年の間に、東京都内で「草加次郎」を名乗る犯人によって十数件の爆破、脅迫、狙撃などの事件が相次いだ。犯人は複数回にわたって現金の受け渡しを要求したが、最後まで受け渡し場所に現れることはなかった。
犯人は指紋と筆跡を残しており、警視庁は延べ1万9,000人の捜査員を投入して火薬・爆弾マニアなど約9,600人をリストアップするも、犯人の特定には結びつかなかった。警察のデータベースには該当する指紋や筆跡が無かったことから「草加次郎」には前科・前歴はないと判断された。「草加」の読み方について、犯人が主張しなかったために「そうか」なのか「くさか」なのか、未だに判明していない。1978年9月5日に公訴時効が成立。戦後日本の犯罪史に名を残す未解決事件となった。

### 概略
同一人物（組織）宛ての事件において日時が空くケースがあるので、ここでは時系列順に整理する（各事件については、それぞれの節で説明する）。
1962年
11月4日 : 歌手の島倉千代子後援会事務所に爆発物を郵送し、同事務員を負傷させる。郵便物に「草加次郎」のサインを残す。
11月13日 : 港区麻布に住むバーホステスに爆発物を郵送。未遂に終わる。
11月20日 : 有楽町のニュー東宝シネマ（現・TOHOシネマズ有楽座）のロビーに爆発物を設置し爆破。観客1人に火傷を負わせる。
11月26日 : 有楽町日比谷劇場の洗面所に爆発物を設置。爆発したものの負傷者および火災はなし。指紋が検出される。
11月29日 : 世田谷区の電話ボックスに爆発物を設置。電話ボックスを利用した1人を負傷させる。
12月12日 : 浅草寺境内の切り株上に爆発物を設置。警備員1人が負傷。
1963年
5月9日 - 7月22日 : 女優の吉永小百合宅に6通にわたる脅迫状を郵送。
7月15日 : 上野公園歩道にて自作ピストルで屋台の店主を狙撃。重傷を負わせる（のちに警視庁へ弾丸と拳銃を郵送）。
7月24日 : 渋谷・東横デパートに脅迫電話を掛けた後、同デパートの洗面所を爆破。負傷者はなし。
8月11日 : 同デパートの屋上に時限爆弾を設置。爆発したものの負傷者はなし。
8月14日 : 同デパート店長宛に爆発物を郵送。事務員1人が火傷を負う。
9月5日 : 地下鉄銀座線の車内に爆発物を設置。10人が重軽傷。
9月6日 : 吉永小百合宅に脅迫状を郵送。100万円を要求。
1978年
9月5日 : 公訴時効成立。
この他、鰐淵晴子（当時18歳）や桑野みゆき（当時21歳）の自宅住所宛てにも、弾丸を同封した100万円を要求する脅迫状が届いていたことが判明。

## 各事件の内容

### 島倉千代子後援会事務所爆発事件
1962年11月4日午前11時頃、歌手の島倉千代子（当時24歳）の後援会事務所に差出人名のない二重になった封筒が届いた。23歳の男性事務職員が封を開けると、中から細長い筒が出てきた。筒の中には紙が入っており、その紙を引っぱると筒が爆発した。筒から炎と白煙があがった。男性事務職員は右手に2週間の火傷を負った。
筒から紙を取り出すと、中に仕込んであるマッチがこすれて火薬に引火する仕掛けになっていた。筒の裏には「草加次郎」と「K」と書かれていた。

### 麻布バーホステス宅爆発未遂事件
1962年11月13日、東京都港区に住む41歳のバーホステス宛てに島倉後援事務所と同じ円筒型小包爆弾が届くが、不発に終わった。
これには「草加次郎」とは一字違いの「杉加次郎」と書かれていたが、捜査当局は筆跡鑑定の結果、「草加次郎」と同一人物と判明した。

### ニュー東宝劇場爆発事件
1962年11月20日午後5時過ぎ、東京都千代田区有楽町のニュー東宝映画劇場（後のTOHOシネマズ有楽座：2015年2月27日閉館）で映画を見終わった19歳の女性観客が3階ロビーのソファーにあった円筒に触れたところ、筒が突然爆発した。女性は1週間の火傷を負う。
この筒にも「草加次郎」と書かれていた。

### 日比谷劇場爆発事件
1962年11月26日午後4時半頃、ニュー東宝近くの日比谷映画劇場で2階男性トイレを掃除していた47歳の女性従業員が、掃除を終えて廊下に出ようとドアを開けると、開けたドアからの風で洗面台の上に置かれていた筒が落下して爆発した。怪我人はなかった。
この筒には火薬と乾電池が詰められ電気回路でつないであり、箱に衝撃を加えると電気が流れて発火する仕組みになっていた。
この筒にも「草加次郎」と書かれていた。この筒から犯人のものと思われる指紋が検出された。

### 世田谷・電話ボックス爆発事件
1962年11月29日午後5時半頃、東京都世田谷区の公衆電話ボックスに入った25歳の男性会社員が、棚の上にあった『石川啄木詩集』を発見。会社員が本を手に取り、ケースと本の間に挟まっていた名前が書かれたしおりのような紙切れを引き抜いた瞬間に爆発。会社員は左手に5日間の火傷を負った。
本の真ん中には穴がくり抜いてあり、その穴にニクロム線を配線した電池と黒色火薬が詰められていた。しおりのような紙切れを引くと火薬が発火する仕組みになっていた。しおりのような紙切れには「草加次郎」と書かれていた。

### 浅草寺爆発未遂事件
1962年12月12日午後8時頃、東京都台東区の浅草寺境内で新書サイズのエラリー・クイーンの推理小説を同寺の夜警の警備員が発見。本が開かないため表紙を破ると、中には火薬と乾電池2個が仕掛けられていたことが判明。
この爆弾は爆発はしなかったため、未遂に終わった。構造は世田谷事件と全く同じものであった。

### 吉永小百合脅迫事件
1963年の5月から8月にかけて女優の吉永小百合（当時18歳）宅に、「草加次郎」名の6通の脅迫状が届いた。「草加」は台東区在住を称していた。脅迫状にはおでん屋台店主（後述）に撃ち込まれた弾丸と同じ弾丸が入っており、内容は100万円を要求するものであった。1通目から4通目までは小百合の父親が上野駅前の喫茶店まで来るように書かれていたが、犯人は現れなかった。
1963年9月6日に届いた「草加次郎」名の7通目の脅迫状には、9月9日または9月10日に「草加次郎」が指定した急行列車から現金投下のサインの場所で100万円を投下するという現金の受渡し方法が提示された。過去の6通の脅迫状と異なり、時限爆弾を示す絵が入っていた。
だが、9月9日と9月10日に列車に乗り込むも、現金投下のサインは現れなかった。

### 上野公園おでん屋台店主銃撃事件
1963年7月15日午後7時45分頃、東京都台東区の上野公園でおでん屋台を開いていた27歳男性が何者かによって撃たれ、病院に運ばれたが全治3ヶ月の重傷を負った。
事件から10日後の7月25日、上野警察署に1通の封書が届く。封筒の中には弾丸が一発入っているだけで、他に手紙らしいものはなかった。この弾丸は鑑識の結果、おでん屋台店主の体から摘出した弾丸と材質や大きさが同じであった。
封筒の裏には「草加次郎」と書かれており、前年の連続爆破事件で残された「草加次郎」の筆跡と一致した。

### 渋谷・東横デパート爆発脅迫事件
1963年7月24日午後3時頃に渋谷東横デパート（現・東急百貨店東横店）に500万円を要求する脅迫電話がかかる。声の主は3、40代くらいの男性。指定の受け渡し場所に警察が張りこむも、結局、犯人は現れなかった。
しかし、午後3時50分になって、同デパート西館9階の男子トイレで突然爆発が発生。怪我人は出なかった。爆発物はトイレの天井裏にあった、乾電池とキッチンタイマーを使用した時限爆弾であった。
8月11日夕方、同デパートの東館屋上で爆発があったが、怪我人はなかった。
8月14日昼前、同デパートに親展とされた速達小包が届けられ、開封すると爆発。男性職員が軽い火傷を負った。この小包には500万円を要求し、拒否すればデパート内で本格的な爆発を起こすと書かれた脅迫状が入っていた。犯人の指定した受け渡し場所に警察が張り込むも犯人は現れず、デパート内での爆発も起こらなかった。
捜査当局はこの事件と「草加次郎」との関連を調べたが、爆発物と脅迫状の筆跡が違うことから、「草加次郎」の名を騙った模倣犯ではないかとする見方もあった。

### 営団地下鉄銀座線爆破事件

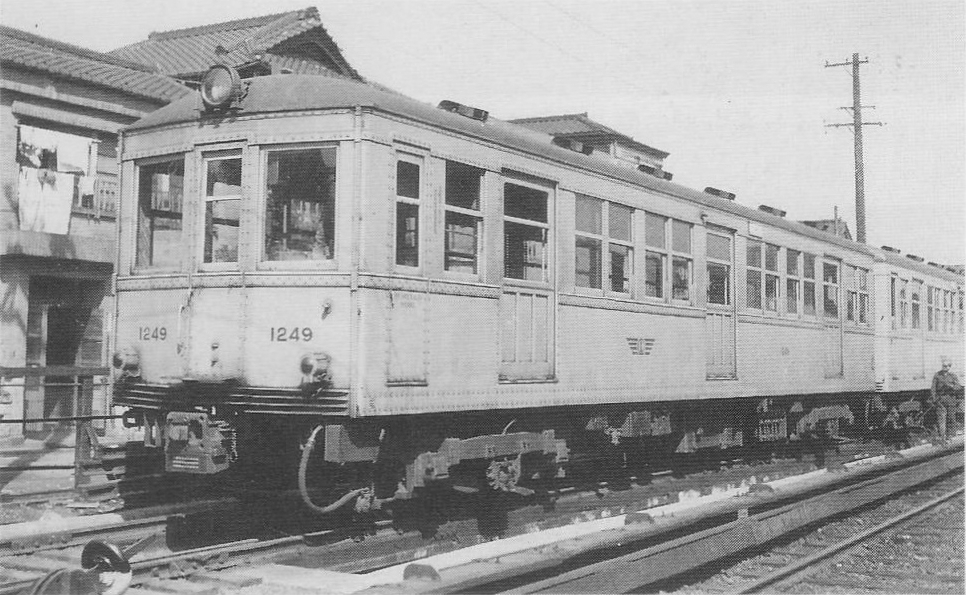
草加次郎事件で爆弾が仕掛けられた1249号。

1963年（昭和38年）9月5日午後8時14分頃、営団地下鉄（現:東京メトロ）銀座線京橋駅に停車していたA1923U列車（浅草19:23発渋谷行）の1200形1249の車内浅草方にある運転室付近で手製の時限爆弾が爆発、乗客10人が負傷した（重傷2人・軽傷8人）。
爆弾は時計じかけになっており、予定の時刻まで針が動くと爆発する仕組みになっていた。二つの乾電池にはそれぞれ「次」と「郎」という文字が書かれていた。

## 事件の影響
横須賀線電車爆破事件（1968年）
犯人は、「捕まらなかった草加次郎を尊敬する」と述べた一方、「草加次郎さえ出現しなければ、列車爆破なんてやらなかった」とも述べている。

### 事件を描いた話
漫画
『東京事件』（角川書店）
大塚英志原作、菅野博之画。

小説
『水の眠り 灰の夢』
桐野夏生著。独自の犯人像を描いている。

## その他
- 吉永小百合脅迫事件で1963年9月に届いた7通目の脅迫状に書かれた「走っている電車等から現金等を落とす」という現金の受け渡しは、同年3月に公開された映画「天国と地獄」と同じ手法である。これは同映画公開後に現実世界で同じ手法が用いられた最初の事件とされている。
  - 同年3月に発生した吉展ちゃん誘拐殺人事件も犯人は同映画を参考にして身代金誘拐を企てて身代金を奪取に成功したことで知られているが、犯行の手法は真似ていない。
- テレビ朝日の番組『スーパーモーニング』は2009年6月23日の「時空ミステリー」コーナーでこの事件を取り上げた。
- NHK BSプレミアムの番組『ダークサイドミステリー』は2020年7月2日の放送回でこの事件を取り上げた。